# Andreas Hausheer
Pour les articles homonymes, voir Hausheer.
Andreas Hausheer, né en 1973 à Steinhausen (originaire du même lieu), est une personnalité politique suisse, membre du Centre.
Il est élu au Conseil d'État du canton de Zoug en août 2025.

## Biographie
Andreas Hausheer naît en 1973 à Steinhausen, dans le canton de Zoug. Il est originaire de la même commune.
Après un apprentissage d'employé de commerce dans une banque, il fait des études d'économie d'entreprise à la Haute École d'économie et d'administration de Lucerne.
Il est directeur financier d'une entreprise.
Andreas Hausheer est marié et père d'un enfant.

## Parcours politique
Andreas Hausheer est maire jusqu'en 2025 de la commune de Steinhausen. Il est député au Conseil cantonal de Zoug de 2009 à fin 2024.
Il est élu au second tour au Conseil d'État du canton de Zoug le 10 août 2025 lors d'une élection complémentaire provoquée par l'élection de Martin Pfister au Conseil fédéral. Obtenant 15 996 suffrages contre 13 352 à Andreas Lustenberger de l'Alternative verte zougoise, il parvient ainsi à conserver le troisième siège de son parti au gouvernement.